# Championnats du monde juniors de patinage artistique 2014
Navigation
Édition précédente Édition suivante
Les Championnats du monde juniors de patinage artistique 2014 ont lieu du 10 au 16 mars 2014 au Winter Sports Hall de Sofia en Bulgarie.

## Qualifications
Les patineurs sont éligibles à l'épreuve s'ils représentent une nation membre de l'Union internationale de patinage (International Skating Union en anglais) et s'ils ont atteint l'âge de 13 ans et pas encore 19 ans avant le 1er juillet 2013, sauf pour les messieurs qui participent au patinage en couple et à la danse sur glace où l'âge maximum est de 21 ans. Les fédérations nationales sélectionnent leurs patineurs en fonction de leurs propres critères, mais l'Union internationale de patinage exige un score minimum d'éléments techniques (Technical Elements Score en anglais) lors d'une compétition internationale avant les championnats du monde juniors.

### Score minimum d'éléments techniques
L'Union internationale de patinage stipule que les notes minimales doivent être obtenues lors d'une compétition internationale senior reconnue par elle-même au cours de la saison en cours ou précédente. 
| Score minimum d'éléments techniques                                                         | Score minimum d'éléments techniques | Score minimum d'éléments techniques |
| Discipline                                                                                  | Programme court                     | Programme libre                     |
| Messieurs                                                                                   | 20.00                               | 40.00                               |
| Dames                                                                                       | 20.00                               | 35.00                               |
| Couples                                                                                     | 20.00                               | 30.00                               |
| Danse sur glace                                                                             | 18.00                               | 28.00                               |
| ------------------------------------------------------------------------------------------- | ----------------------------------- | ----------------------------------- |
| Les scores des programmes courts et libres peuvent être obtenus à différentes compétitions. |                                     |                                     |

### Nombre d'inscriptions par discipline
Sur la base des résultats des championnats du monde juniors 2013, l'Union internationale de patinage autorise chaque pays à avoir de une à trois inscriptions par discipline.
| Nombre d'inscriptions                                             | Messieurs                       | Dames                               | Couples                  | Danse sur glace                     |
| ----------------------------------------------------------------- | ------------------------------- | ----------------------------------- | ------------------------ | ----------------------------------- |
| 3                                                                 | Chine États-Unis                | Russie États-Unis                   | Canada Russie États-Unis | Russie États-Unis                   |
| 2                                                                 | Canada Japon Philippines Russie | Canada Allemagne Japon Corée du Sud | Chine Allemagne          | Canada France Allemagne Ouzbékistan |
| Si non répertorié ci-dessus, une seule inscription est autorisée. |                                 |                                     |                          |                                     |

## Podiums
| Épreuves                            | Or                               | Argent                              | Bronze                           |
| ----------------------------------- | -------------------------------- | ----------------------------------- | -------------------------------- |
| Messieurs résultats détaillés       | Nam Nguyen                       | Adian Pitkeev                       | Nathan Chen                      |
| Dames résultats détaillés           | Elena Radionova                  | Serafima Sakhanovich                | Ievguenia Medvedeva              |
| Couples résultats détaillés         | Yu Xiaoyu / Jin Yang             | Evgenia Tarasova / Vladimir Morozov | Maria Vigalova / Egor Zakroev    |
| Danse sur glace résultats détaillés | Kaitlin Hawayek / Jean-Luc Baker | Anna Yanovskaya / Sergey Mozgov     | Madeline Edwards / Zhao Kai Pang |

## Tableau des médailles
| Rang  | Nation     | Or | Argent | Bronze | Total |
| ----- | ---------- | -- | ------ | ------ | ----- |
| 1     | Russie     | 1  | 4      | 2      | 7     |
| 2     | Canada     | 1  | 0      | 1      | 2     |
| 2     | États-Unis | 1  | 0      | 1      | 2     |
| 4     | Chine      | 1  | 0      | 0      | 1     |
| Total | Total      | 4  | 4      | 4      | 12    |

## Détails des compétitions

### Messieurs
| 1                                           | Nam Nguyen          | Canada         | 217.06 | 1  | 72.87 | 1  | 144.19 |
| 2                                           | Adian Pitkeev       | Russie         | 212.51 | 7  | 68.76 | 2  | 143.75 |
| 3                                           | Nathan Chen         | États-Unis     | 212.03 | 6  | 69.65 | 3  | 142.38 |
| 4                                           | Alexander Petrov    | Russie         | 210.03 | 5  | 69.72 | 4  | 140.31 |
| 5                                           | Shoma Uno           | Japon          | 206.50 | 3  | 70.67 | 5  | 135.83 |
| 6                                           | Jin Boyang          | Chine          | 203.64 | 2  | 71.51 | 6  | 132.13 |
| 7                                           | Keiji Tanaka        | Japon          | 192.76 | 4  | 70.57 | 8  | 122.19 |
| 8                                           | Deniss Vasiļjevs    | Lettonie       | 189.33 | 11 | 62.50 | 7  | 126.83 |
| 9                                           | Jordan Moeller      | États-Unis     | 188.14 | 9  | 66.38 | 9  | 121.76 |
| 10                                          | Petr Coufal         | Tchéquie       | 182.28 | 10 | 63.92 | 11 | 118.36 |
| 11                                          | Zhang He            | Chine          | 180.35 | 8  | 67.72 | 13 | 112.63 |
| 12                                          | Daniel Samohin      | Israël         | 179.48 | 17 | 58.84 | 10 | 120.64 |
| 13                                          | Roman Sadovsky      | Canada         | 178.44 | 14 | 60.79 | 12 | 117.65 |
| 14                                          | Simon Hocquaux      | France         | 173.95 | 13 | 62.01 | 14 | 111.94 |
| 15                                          | Ivan Pavlov         | Ukraine        | 171.04 | 16 | 59.39 | 16 | 111.65 |
| 16                                          | Lee June-hyoung     | Corée du Sud   | 170.00 | 18 | 58.11 | 15 | 111.89 |
| 17                                          | Zang Wenbo          | Chine          | 163.20 | 20 | 57.77 | 18 | 105.43 |
| 18                                          | Chih-I Tsao         | Taipei chinois | 162.88 | 15 | 59.83 | 19 | 103.05 |
| 19                                          | Graham Newberry     | Royaume-Uni    | 162.37 | 21 | 55.17 | 17 | 107.20 |
| 20                                          | Pavel Ignatenko     | Biélorussie    | 160.92 | 12 | 62.18 | 21 | 98.74  |
| 21                                          | Brendan Kerry       | Australie      | 156.96 | 19 | 58.10 | 20 | 98.86  |
| 22                                          | Illya Solomin       | Suède          | 147.62 | 23 | 53.87 | 22 | 93.75  |
| 23                                          | Victor Bustamante   | Espagne        | 142.99 | 24 | 53.74 | 23 | 89.25  |
| 24                                          | Sondre Oddvoll Boe  | Norvège        | 135.89 | 22 | 54.31 | 24 | 81.58  |
| Patineurs éliminés après le programme court |                     |                |        |    |       |    |        |
| 25                                          | Alexander Bjelde    | Allemagne      |        | 25 | 51.81 | NC | NC     |
| 26                                          | Shotaro Omori       | États-Unis     |        | 26 | 51.81 | NC | NC     |
| 27                                          | Marco Klepoch       | Slovaquie      |        | 27 | 49.45 | NC | NC     |
| 28                                          | Carlo Röthlisberger | Suisse         |        | 28 | 47.87 | NC | NC     |
| 29                                          | Slavik Hayrapetyan  | Arménie        |        | 29 | 47.53 | NC | NC     |
| 30                                          | Matteo Rizzo        | Italie         |        | 30 | 46.65 | NC | NC     |
| 31                                          | Armen Agaian        | Géorgie        |        | 31 | 46.22 | NC | NC     |
| 32                                          | Thomas Kennes       | Pays-Bas       |        | 32 | 46.09 | NC | NC     |
| 33                                          | Juho Pirinen        | Finlande       |        | 33 | 45.11 | NC | NC     |
| 34                                          | Ivo Gatovski        | Bulgarie       |        | 34 | 45.08 | NC | NC     |
| 35                                          | Julian Yee          | Malaisie       |        | 35 | 42.02 | NC | NC     |
| 36                                          | Daniil Zurav        | Estonie        |        | 36 | 40.84 | NC | NC     |
| 37                                          | Krzysztof Gała      | Pologne        |        | 37 | 39.34 | NC | NC     |
| 38                                          | Larry Loupolover    | Azerbaïdjan    |        | 38 | 35.98 | NC | NC     |

### Dames
| 1                                             | Elena Radionova            | Russie         | 194.29 | 1  | 66.90 | 1  | 127.39 |
| 2                                             | Serafima Sakhanovich       | Russie         | 182.13 | 2  | 64.75 | 2  | 117.38 |
| 3                                             | Ievguenia Medvedeva        | Russie         | 178.43 | 3  | 63.72 | 3  | 114.71 |
| 4                                             | Satoko Miyahara            | Japon          | 177.69 | 4  | 63.47 | 4  | 114.12 |
| 5                                             | Alaine Chartrand           | Canada         | 164.35 | 7  | 54.68 | 5  | 109.67 |
| 6                                             | Choi Da-bin                | Corée du Sud   | 162.35 | 9  | 53.69 | 6  | 108.66 |
| 7                                             | Amber Glenn                | États-Unis     | 158.88 | 5  | 56.58 | 8  | 102.30 |
| 8                                             | Rika Hongo                 | Japon          | 157.88 | 11 | 51.47 | 7  | 106.41 |
| 9                                             | Karen Chen                 | États-Unis     | 155.83 | 6  | 56.09 | 9  | 99.74  |
| 10                                            | Kim Na-hyun                | Corée du Sud   | 144.21 | 14 | 47.79 | 10 | 96.42  |
| 11                                            | Elizabet Tursynbaeva       | Kazakhstan     | 141.72 | 16 | 45.62 | 11 | 96.10  |
| 12                                            | Lutricia Bock              | Allemagne      | 141.53 | 12 | 51.09 | 12 | 90.44  |
| 13                                            | Jenni Saarinen             | Finlande       | 141.02 | 8  | 53.76 | 13 | 87.26  |
| 14                                            | Tyler Pierce               | États-Unis     | 138.58 | 10 | 51.84 | 14 | 86.74  |
| 15                                            | Anaïs Ventard              | France         | 129.66 | 17 | 45.00 | 15 | 84.66  |
| 16                                            | Larkyn Austman             | Canada         | 125.80 | 18 | 44.87 | 16 | 80.93  |
| 17                                            | Anna Khnychenkova          | Ukraine        | 123.95 | 15 | 46.62 | 18 | 77.33  |
| 18                                            | Pernille Sørensen          | Danemark       | 119.90 | 23 | 42.24 | 17 | 77.66  |
| 19                                            | Angelīna Kučvaļska         | Lettonie       | 113.14 | 20 | 42.77 | 20 | 70.37  |
| 20                                            | Gerli Liinamäe             | Estonie        | 113.09 | 21 | 42.65 | 19 | 70.44  |
| 21                                            | Matilde Gianocca           | Suisse         | 111.65 | 19 | 43.54 | 21 | 68.11  |
| 22                                            | Deimantė Kizalaitė         | Lituanie       | 106.32 | 24 | 42.05 | 22 | 64.27  |
| 23                                            | Bronislava Dobiášová       | Slovaquie      | 105.72 | 22 | 42.35 | 23 | 63.37  |
| Abandon                                       | Maria-Katharina Herceg     | Allemagne      |        | 13 | 48.28 |    |        |
| Patineuses éliminées après le programme court |                            |                |        |    |       |    |        |
| 25                                            | Zhao Ziquan                | Chine          |        | 25 | 41.62 | NC | NC     |
| 26                                            | Netta Schreiber            | Israël         |        | 26 | 41.25 | NC | NC     |
| 27                                            | Anastasia Galustyan        | Arménie        |        | 27 | 41.12 | NC | NC     |
| 28                                            | Matilda Algotsson          | Suède          |        | 28 | 39.85 | NC | NC     |
| 29                                            | Lara Roth                  | Autriche       |        | 29 | 39.82 | NC | NC     |
| 30                                            | Guia Maria Tagliapietra    | Italie         |        | 30 | 39.21 | NC | NC     |
| 31                                            | Ivett Tóth                 | Hongrie        |        | 31 | 38.85 | NC | NC     |
| 32                                            | Anna Dušková               | Tchéquie       |        | 32 | 38.49 | NC | NC     |
| 33                                            | Agata Kryger               | Pologne        |        | 33 | 38.34 | NC | NC     |
| 34                                            | Julia Sauter               | Roumanie       |        | 34 | 36.87 | NC | NC     |
| 35                                            | Kailani Craine             | Australie      |        | 35 | 36.67 | NC | NC     |
| 36                                            | Maisy Hiu Ching Ma         | Hong Kong      |        | 36 | 36.45 | NC | NC     |
| 37                                            | Michaela Du Toit           | Afrique du Sud |        | 37 | 35.48 | NC | NC     |
| 38                                            | Thita Lamsam               | Thaïlande      |        | 38 | 34.81 | NC | NC     |
| 39                                            | Selin Hafızoğlu            | Turquie        |        | 39 | 34.19 | NC | NC     |
| 40                                            | Pina Umek                  | Slovénie       |        | 40 | 34.08 | NC | NC     |
| 41                                            | Daria Batura               | Biélorussie    |        | 41 | 34.06 | NC | NC     |
| Forfait                                       | Alisson Krystle Perticheto | Philippines    |        | NC | NC    | NC | NC     |

### Couples
| Rang | Nom                                            | Nation     | Points | Programme court | Programme court | Programme libre | Programme libre |
| ---- | ---------------------------------------------- | ---------- | ------ | --------------- | --------------- | --------------- | --------------- |
| 1    | Yu Xiaoyu / Jin Yang                           | Chine      | 173.77 | 62.58           | 1               | 111.19          | 1               |
| 2    | Evgenia Tarasova / Vladimir Morozov            | Russie     | 168.20 | 59.46           | 2               | 108.74          | 2               |
| 3    | Maria Vigalova / Egor Zakroev                  | Russie     | 152.48 | 55.32           | 4               | 97.16           | 3               |
| 4    | Vasilisa Davankova / Andrei Deputat            | Russie     | 150.67 | 58.35           | 3               | 92.32           | 5               |
| 5    | Madeline Aaron / Max Settlage                  | États-Unis | 144.91 | 51.95           | 5               | 92.96           | 4               |
| 6    | Mary Orr / Phelan Simpson                      | Canada     | 132.02 | 45.14           | 6               | 86.88           | 6               |
| 7    | Tara Hancherow / Wesley Killing                | Canada     | 128.68 | 42.35           | 8               | 86.33           | 7               |
| 8    | Alessandra Cernuschi / Filippo Ambrosini       | Italie     | 123.95 | 44.90           | 7               | 79.05           | 8               |
| 9    | Kaitlin Budd / Nikita Cheban                   | États-Unis | 117.36 | 41.74           | 9               | 75.62           | 9               |
| 10   | Anna Dušková / Martin Bidař                    | Tchéquie   | 113.85 | 41.29           | 10              | 72.56           | 10              |
| 11   | Aya Takai / Brian Johnson                      | États-Unis | 111.90 | 40.24           | 11              | 71.66           | 11              |
| 12   | Sumire Suto / Konstantin Chizhikov             | Japon      | 107.41 | 39.70           | 13              | 67.71           | 13              |
| 13   | Julia Linckh / Konrad Hocker-Scholler          | Allemagne  | 105.07 | 36.09           | 14              | 68.98           | 12              |
| 14   | Marin Ono / Hon Lam To                         | Hong Kong  | 103.41 | 40.05           | 12              | 63.36           | 14              |
| 15   | Ekaterina Pribylova / Jegors Nikita Admiralovs | Lettonie   | 95.04  | 31.88           | 15              | 63.16           | 15              |

### Danse sur glace
| 1                                               | Kaitlin Hawayek / Jean-Luc Baker       | États-Unis   | 157.12 | 1  | 66.73 | 2  | 90.39 |
| 2                                               | Anna Yanovskaya / Sergey Mozgov        | Russie       | 155.16 | 2  | 63.80 | 1  | 91.36 |
| 3                                               | Madeline Edwards / Zhao Kai Pang       | Canada       | 139.65 | 5  | 57.92 | 3  | 81.73 |
| 4                                               | Lorraine McNamara / Quinn Carpenter    | États-Unis   | 138.53 | 3  | 58.65 | 5  | 79.88 |
| 5                                               | Oleksandra Nazarova / Maxim Nikitin    | Ukraine      | 134.65 | 7  | 53.47 | 4  | 81.18 |
| 6                                               | Rebeka Kim / Kirill Minov              | Corée du Sud | 133.35 | 6  | 55.33 | 7  | 78.02 |
| 7                                               | Betina Popova / Yuri Vlasenko          | Russie       | 132.47 | 8  | 53.47 | 6  | 79.18 |
| 8                                               | Rachel Parsons / Michael Parsons       | États-Unis   | 131.82 | 4  | 58.08 | 8  | 73.74 |
| 9                                               | Evgenia Kosigina / Nikolai Moroshkin   | Russie       | 126.72 | 10 | 53.09 | 9  | 73.63 |
| 10                                              | Olivia Smart / Joseph Buckland         | Royaume-Uni  | 121.01 | 12 | 49.28 | 10 | 71.73 |
| 11                                              | Estelle Elizabeth / Romain Le Gac      | France       | 118.07 | 11 | 51.44 | 11 | 66.63 |
| 12                                              | Mackenzie Bent / Garrett MacKeen       | Canada       | 117.81 | 9  | 53.21 | 12 | 64.60 |
| 13                                              | Cortney Mansour / Michal Češka         | Tchéquie     | 112.70 | 14 | 48.52 | 14 | 64.18 |
| 14                                              | Carolina Moscheni / Ádám Lukács        | Hongrie      | 111.35 | 16 | 47.13 | 13 | 64.22 |
| 15                                              | Viktoria Kavaliova / Yurii Bieliaiev   | Biélorussie  | 108.56 | 15 | 47.72 | 16 | 60.84 |
| 16                                              | Ria Schiffner / Julian Salatzki        | Allemagne    | 108.22 | 13 | 49.03 | 18 | 59.19 |
| 17                                              | Çağla Demirsal / Berk Akalın           | Turquie      | 102.11 | 18 | 42.20 | 17 | 59.91 |
| 18                                              | Angélique Abachkina / Louis Thauron    | France       | 100.68 | 19 | 39.11 | 15 | 61.57 |
| 19                                              | Zhao Yue / Liu Chang                   | Chine        | 99.00  | 17 | 42.44 | 20 | 56.56 |
| 20                                              | Carina Glastris / Nicholas Lettner     | Grèce        | 96.48  | 20 | 38.45 | 19 | 58.03 |
| Couples de danse éliminés après la danse courte |                                        |              |        |    |       |    |       |
| 21                                              | Kimberly Berkovich / Ronald Zilberberg | Israël       |        | 21 | 37.00 | NC | NC    |
| 22                                              | Christine Smith / Simon Eisenbauer     | Autriche     |        | 22 | 34.78 | NC | NC    |
| 23                                              | Beatrice Tomczak / Damian Binkowski    | Pologne      |        | 23 | 34.18 | NC | NC    |
| 24                                              | Slavyana Tsenova / Egor Zaytsev        | Bulgarie     |        | 24 | 34.17 | NC | NC    |
| 25                                              | Marina Elias / Denis Koreline          | Estonie      |        | 25 | 33.94 | NC | NC    |
| 26                                              | Sara Ghislandi / Giona Terzo Ortenzi   | Italie       |        | 26 | 33.50 | NC | NC    |
| 27                                              | Florence Clarke / Tim Dieck            | Allemagne    |        | 27 | 32.56 | NC | NC    |
| 28                                              | Sarah Vadskjaer Grapek / Malcolm Jones | Danemark     |        | 28 | 28.41 | NC | NC    |